# Android Nougat
Android "Nougat" (amb nom en clau Android N durant el desenvolupament) és la setena versió principal del sistema operatiu mòbil Android. Publicat per primera vegada com una versió de prova alfa el 9 de març de 2016, va ser llançat oficialment el 22 d'agost de 2016, amb dispositius Nexus sent els primers a rebre l'actualització. El LG V20 va ser el primer telèfon intel·ligent llançat amb Nougat.
Nougat introdueix notables canvis en el sistema operatiu i la seva plataforma de desenvolupament, incloent la possibilitat de visualitzar diverses aplicacions a la pantalla alhora en una vista en pantalla dividida, compatibilitat amb respostes en línia a notificacions i un mode de desacceleració "Doze" ampliat que restringeix la funcionalitat del dispositiu una vegada que la pantalla s'ha desactivat durant un període. A més, la plataforma es va canviar a una basada en un entorn Java OpenJDK dona suport per a la API de representació de gràfics Vulkan, i les actualitzacions del sistema "sense costures" dels dispositius compatibles.
Nougat ha rebut crítiques positives. El nou format de les notificacions per aplicació va rebre elogis particulars, mentre que la interfície multitasca es veia com un canvi positiu, però els revisors experimentaven aplicacions incompatibles. Els crítics tenien experiències mixtes amb el mode d'estalvi d'energia Doze, però les instal·lacions d'aplicacions més ràpides i les "configuracions" a la interfície d'usuari també es van veure de manera positiva.
A data de 23 de juliol de 2018, el 30,8% dels dispositius que accedeixen a la Google Play executen Nougat, amb un 21,2% en Android 7.0 i un 9,6% en Android 7.1, fent de Nougat la versió més utilitzada d'Android.

## Història
El llançament va ser anomenat amb un nom en clau intern com a "New York Cheesecake". El 9 de març de 2016, abans de la conferència per a desenvolupadors Google I/O, Google va llançar la primera versió alfa d'Android "N" com a part d'un nou "Programa Beta d'Android" destinat a proves realitzades per a desenvolupadors i entusiastes abans del llançament oficial "aquest estiu". Les versions de visualització prèvia per a desenvolupadors eren compatibles només amb els dispositius Google Nexus; el 5X, 6P, 6, 9, Pixel C, i Nexus Player. El "Programa Beta d'Android" que es va introduir permet als verificadors optar-hi amb actualitzacions over-the-air a noves versions beta a mesura que surten.
El 13 d'abril de 2016, es va llançar la vista prèvia d'Android N Beta 2. Google també va parlar d'Android "N" durant la presentació de la I/O el 18 de maig de 2016 i van donar a conèixer la seva nova plataforma de realitat virtual, Daydream. La vista prèvia Beta 3, va ser el primer llançament de vista prèvia que es considerava adequat per a una prova pública beta més àmplia, es va publicar en aquest moment. Google també va anunciar que tindria un concurs per determinar el nom oficial de llançament del sistema operatiu.
La vista prèvia Beta 4 va ser llançat el 15 de juny de 2016. El 30 de juny de 2016, Google va anunciar que seria el nom de la versió de N "Nougat"; també es va confirmar que Nougat seria la versió 7.0 d'Android.
La vista prèvia Beta 5, es va publicar el 18 de juliol de 2016 i es considera la versió final.
Android 7.0 va ser llançat oficialment el 22 d'agost de 2016, amb el Nexus 6, 5X, 6P, 9, Nexus Player, Pixel C i General Mobile 4G com els primers dispositius a rebre l'actualització. Dave Burke, vicepresident d'Enginyeria d'Android, va declarar a l'agost de 2016 que les actualitzacions de Nougat es publicarien trimestralment com a llançaments de manteniment centrats en "refinaments i polits continus". El 6 de setembre de 2016, LG va anunciar el V20, el primer telèfon intel·ligent que s'envia amb Nougat preinstal·lat. Google va donar a conèixer els seus primers telèfons intel·ligents Pixel i Pixel XL durant un esdeveniment centrat en maquinari el 4 d'octubre de 2016, amb els telèfons Pixel que substitueixen la sèrie Nexus.
Les actualitzacions dels dispositius existents varien segons el fabricant i el proveïdor, i el suport del controlador per a la versió del fabricant del sistema de xips sobre un dispositiu. Els principals fabricants, inclosos HTC, Sony, i Motorola va anunciar els intents d'actualitzar un rang dels seus dispositius recents a Nougat. Qualcomm va afirmar que no recolzaria Nougat als dispositius que utilitzaven els microprocessadors Snapdragon 800 i 801 per raons no divulgades. Encara que les versions avançades per a desenvolupadors de Nougat es van alliberar per al dispositiu, Sony va declarar que no actualitzaria el Xperia Z3 (que utilitza el Snapdragon 801) a la versió final a causa de "limitacions de la plataforma imprevistes". Es va informar que la Suite de prova de compatibilitat de Google (les proves de les quals s'han de passar per rebre la certificació oficial) especificaven que tots els dispositius que utilitzaven Nougat han de suportar les APIs gràfiques Vulkan o OpenGL ES 3.1 i cap dels dos és compatible amb el nucli de gràfics Adreno 330 del dispositiu.
Una actualització posterior a l'alliberació coneguda com a Android 7.1 que es va carregar prèviament als telèfons intel·ligents Google Pixel i Pixel XL estrenada a l'octubre de 2016; la nova versió afegeix suport per a la plataforma de realitat virtual Google Daydream, teclats d'imatge, suport d'emoji ampliat (incloent versions masculines i femenines), suport per a accions que es mostraran als menús en les dreceres d'aplicacions de la pantalla d'inici i altres funcions noves. Una versió prèvia de 7.1 per als dispositius Nexus existents es va publicar a través del programa Android Beta més endavant durant el mes, i llançat oficialment com a Android 7.1.1 el 5 de desembre de 2016. A partir de 7.1.1, el Nexus 6 i el Nexus 9 es van consideraven al final de la seva vida útil, i no van rebre cap actualització addicional.
Android 7.1.2 va ser llançat a l'abril de 2017, proporcionant diverses millores i millores de funcionalitats menors als dispositius Nexus i Pixel.

## Característiques

### Experiència d'usuari

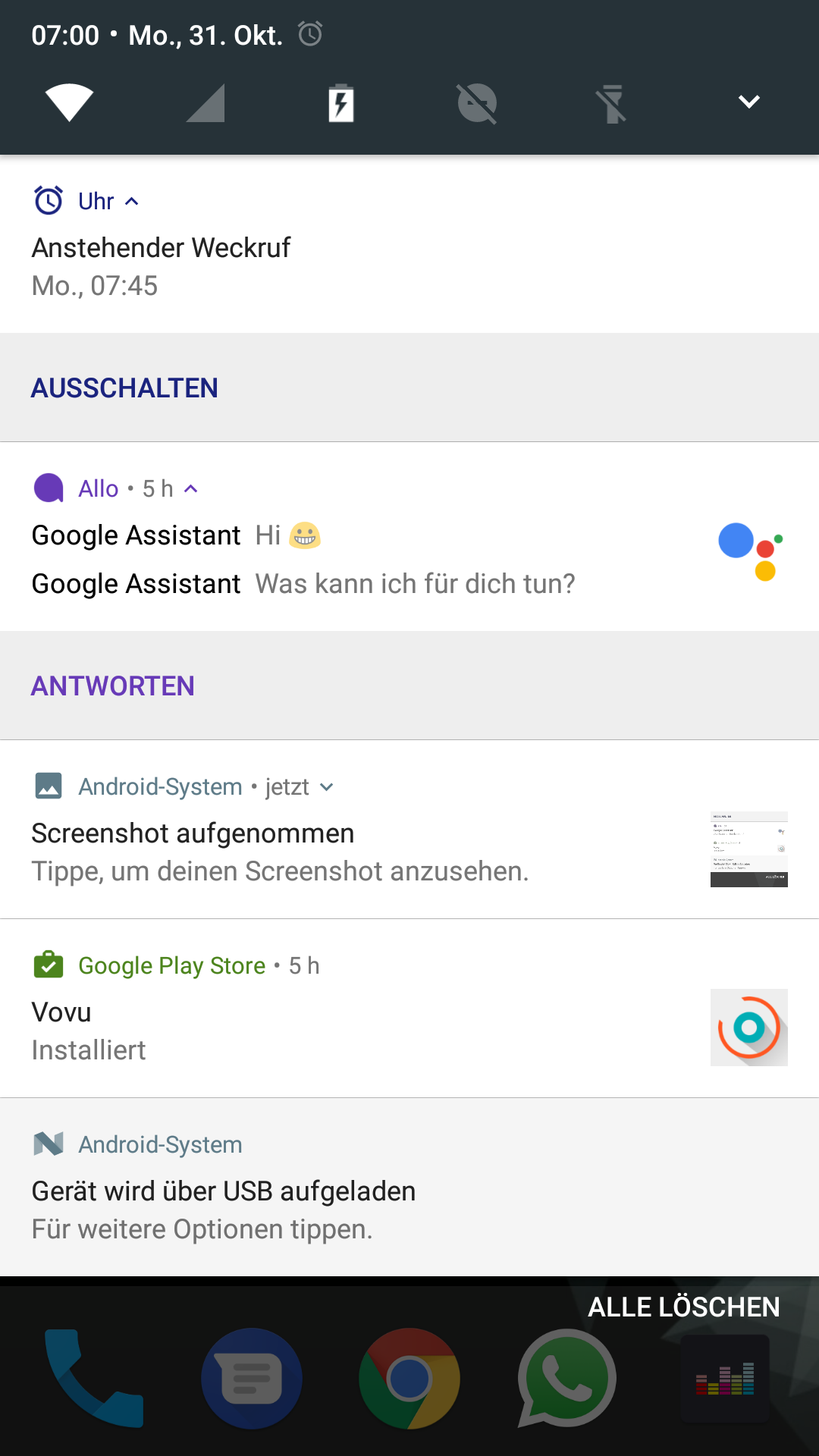
L'àrea de notificaciós actualitzada a Nougat.

Nougat va redissenyar l'àrea de notificacions, que ara presenta una petita fila d'icones per configurar, reemplaçant les targetes de notificació amb un nou disseny "Complet" i permetre respostes en línia per a les notificacions. Aquesta característica s'implementa mitjançant l'existència a Android Wear. Diverses notificacions d'una sola aplicació també es poden "agrupar", i hi ha un major control per aplicació de les notificacions.
També s'ha introduït el mode de visualització en pantalla dividida per a telèfons, en què es poden obrir dues aplicacions per ocupar les meitats de la pantalla. També hi ha disponible un mode experimental de finestres múltiples com a funció amagada, on diverses aplicacions poden aparèixer simultàniament a la pantalla en finestres solapades.
El mecanisme d'estalvi d'energia "Doze" es va introduir a Android Marshmallow i es va expandir per incloure un estat activat quan el dispositiu s'està executant amb la bateria i la pantalla ha estat apagada durant un període però no està fix. En aquest estat, l'activitat de la xarxa està restringida i les aplicacions es concedeixen "finestres de manteniment" on poden accedir a la xarxa i fer tasques de fons. Com a Marshmallow, l'estat complet de Doze s'activa si el dispositiu està estacionari amb la seva pantalla apagada durant un període. Un nou mode d'"estalvi de dades" restringeix l'ús de dades mòbils en segon pla i pot activar funcions internes en aplicacions dissenyades per reduir l'ús d'ample de banda, com ara reduir la qualitat dels mitjans de transmissió.

### Plataforma
Al desembre de 2015, Google va anunciar que el Android Nougat canviaria el seu Java Runtime Environment des del difunt Apache Harmony a OpenJDK, la implementació oficial de codi obert de la plataforma Java mantinguda per Oracle Corporation i la comunitat Java. L'Android Runtime (ART) ara incorpora un sistema de optimització guiada pel perfil, utilitzant un compilador JIT i perfils al costat del seu actual compilació avançada per optimitzar encara més les aplicacions del maquinari d'un dispositiu i altres condicions en segon pla.
Nougat presenta un sistema per permetre actualitzacions automàtiques del sistema "sense costures", basades i compartides amb un codi i la implementació de funcionalitats similar a Chrome OS. El sistema utilitza un parell de particions SquashFS; el sistema d'Android s'executa a partir d'una partició "en línia", mentre que les actualitzacions s'apliquen en segon pla a una partició "offline" redundant. A la següent arrencada després de la instal·lació d'una actualització, la partició redundant es designa com a activa, i el dispositiu s'inicia a partir d'ara al sistema actualitzat. La partició del sistema anterior es manté com una còpia de seguretat en cas d'error d'actualització i es fa servir com a partició "fora de línia" per a la propera actualització. Aquest sistema elimina el requisit perquè el dispositiu es reiniciï en l'entorn de recuperació del sistema per aplicar l'actualització (que impedeix que es faci servir el dispositiu fins que es completi l'actualització) i també permetrà tornar a activar una actualització automàtica en cas d'un fracàs. A causa dels requisits de particionament d'aquest sistema, els dispositius existents no admetran actualitzacions fluides. Addicionalment, a causa dels canvis d'ART a Nougat, les aplicacions ja no necessiten ser recompilades a la primera arrencada després d'una actualització del sistema.
La vista prèvia per a desenvolupadors 2 dona compatibilitat amb la plataforma afegida per a Vulkan, la nova API de baix nivell de renderitzat 3D com OpenGL ES però amb major rendiment gràfic.
Nougat és la primera versió que dona suport per a Unicode 9.0, inclou emojis actualitzats i suport per a tons de pell als emoji.
Android 7.1 afegeix compatibilitat nativa amb la API per implementar teclats d'imatge; telefonia multipunt; menús d'accés directe i elements d'icona arrodonits per a aplicacions en els llançadors; i suport per a la plataforma de realitat virtual Google Daydream. La funció de Google Daydream és un "mode VR" específic, amb tecnologia avançada per reduir la latència gràfica, un "mode de rendiment sostingut" per ajudar els desenvolupadors a optimitzar les aplicacions a un dispositiu el perfil tèrmic, un nou algoritme de seguiment del cap que combina l'entrada de diversos sensors de dispositius i la integració de les notificacions del sistema a la interfície d'usuari de realitat virtual.

### Seguretat
En resposta a la família d'errors Stagefright divulgats i corregits l'any 2015, es van fer diversos canvis per endurir la pila de mitjans contra futures vulnerabilitats. El temps d'execució la detecció de desbordament de sencer es va implementar, evitant que la majoria dels errors de programació de Stagefright es converteixin en vulnerabilitats, a més d'ajudar a solucionar i evitar errors. El procés monolític de MediaServer d'Android es va redissenyar per adherir-se millor al principi de mínim privilegi. MediaServer ara es divideix en diversos processos separats, cadascun corrent en els seus propis privilegiats sandbox, i només ha concedit els permisos necessaris per a la seva tasca. Per exemple, només el AudioServer pot accedir al Bluetooth, i libstagefright ara s'executa dins del sandbox MediaCodecService, que només concedeix accés a la GPU. Es van imposar restriccions addicionals a la pila de mitjans de comunicació seccomp.
Es van habilitar diversos mecanismes per reduir la possibilitat d'injectar i/o executar codi maliciós dins del nucli de Linux, incloent la divisió de la memòria del nucli en segments lògics per codi i dades, amb accés a les pàgines amb permisos de només lectura i sense executar, segons correspongui. El nucli també estava restringit per accedir directament a la memòria de l'espai d'usuari, i una major protecció de pila s'ha habilitat al compilador del GCC per reduir apilament de pila. Per limitar l'exposició del nucli a un codi potencialment maliciós, perf s'ha desactivat de manera predeterminada, les comandes ioctl van ser restringides pel SELinux, i seccomp-bpf es va habilitar per concedir processos la capacitat de restringir crides del sistema.
En els dispositius enviats amb Android Nougat, la política de "Arrencada verificada" (introduïda parcialment a KitKat i mostrant notificacions a l'iniciar-se Marshmallow) s'ha de fer complir estrictament. Si els fitxers del sistema estan danyats o modificats, el sistema operatiu només permetrà l'operació en un mode d'ús limitat o es negui a arrencar en absolut.

## Recepció
Dieter Bohn de The Verge va elogiar la nova interfície multitasca en Android Nougat, anomenant-la "molt atrasada" per a les tauletes Android. Tot i que inicialment va trobar que la implementació era "confusa", va escriure que funcionava bé una vegada que l'entenia correctament, tot i que va assenyalar que "algunes aplicacions no admeten totalment la pantalla dividida, mentre que altres funcionen bé, però apareix una advertència de totes maneres". Bohn també li va agradar la nova forma de respondre a qualsevol notificació de missatge, que indica que "Android ha tingut un avantatge durant molt de temps en notificacions útils i coherents" en comparació amb iOS, i ha afegit "ara que les respostes ràpides són estàndard en això, no veig que el plom disminueixi". També va ressaltar les "Configuracions" a tot arreu, incloent canvis ràpids al calaix de notificacions, el menú Configuració amb més informació visual i una aplicació de càmera que s'ha "netejat un poc", com a canvis de benvinguda. Bohn va afirmar que no va notar millores significatives de la bateria malgrat la funció d'estalvi d'energia de Doze a Nougat. També va escriure àmpliament sobre el fet que, tot i que Nougat és "genial", "és una llàstima que trigarà tant de temps a veure-ho", escrivint sobre la falta d'actualitzacions per a la majoria dels dispositius Android, i que "a menys que tingueu un Nexus, podria ser uns mesos, podria ser un any, abans que estigui disponible al vostre telèfon ".
Chris Velazco de Engadget també va elogiar les noves notificacions d'aplicacions agrupades, escrivint que les anteriors notificacions de versions d'Android "simplement se sentin allà" fins a la interacció, però Nougat "es fa un treball molt millor d'agrupar-les per l'aplicació i deixar-se fer les coses". Va destacar la capacitat d'ampliar un paquet de notificacions a Gmail per veure temes i remitents de missatges individuals. Velazco va afirmar que la multitasca en pantalla dividida era "una gran cosa", però també va trobar aplicacions no compatibles. Els elements visuals de l'aplicació Configuració, alternar ràpidament al menú desplegable de notificacions i un nou llenguatge i suport d'emoji també van ser positius a la revisió. Velazco va notar una millora de la bateria de la funció d'estalvi d'energia Doze, afirmant que el seu "Nexus 6P semblava guanyar una hora o dues de la durada de la bateria de standby". També va escriure que la instal·lació i el llançament d'aplicacions podria ser "una mica més ràpid que de costum" gràcies al nou compilador d'aplicacions de Nougat, i esperava que els desenvolupadors de jocs utilitzessin la nova API de Vulkan per a alguns "jocs mòbils de debò".